# إيرين أوبراين
إيرين أوبراين (بالإنجليزية: Erin O'Brien)‏ هي ممثلة أمريكية، ولدت في 17 يناير 1934 في لوس أنجلوس في الولايات المتحدة.

## وصلات خارجية
- إيرين أوبراين على موقع IMDb (الإنجليزية)
- إيرين أوبراين على موقع أول موفي (الإنجليزية)
- إيرين أوبراين على موقع قاعدة بيانات الفيلم (الإنجليزية)
- إيرين أوبراين على موقع كينوبويسك (الروسية)